# Circondario di Freiberg
Il circondario di Freiberg (in tedesco Landkreis Freiberg) era un circondario della Sassonia di 143 343 abitanti, che aveva come capoluogo Freiberg.
Il 1º agosto 2008 è stato unito con i circondari di Döbeln e Mittweida, a formare il nuovo circondario della Sassonia centrale.

## Città e comuni
(Abitanti al 31 dicembre 2006)
| Città 1. Augustusburg (5.152) 2. Brand-Erbisdorf (11.087) 3. Flöha (10.492) 4. Frauenstein (3.253) 5. Freiberg (42.897) 6. Großschirma (6.084) 7. Oederan (7.015) 8. Sayda (2.180) | Comuni 1. Bobritzsch (4.621) 2. Dorfchemnitz (1.785) 3. Eppendorf (4.721) 4. Falkenau (2.040) 5. Frankenstein (1.208) 6. Großhartmannsdorf (2.807) 7. Halsbrücke (5.572) 8. Hilbersdorf (1.427) 9. Leubsdorf (3.905) 10. Lichtenberg/Erzgeb. (2.957) 11. Mulda (2.874) 12. Neuhausen (3.204) 13. Niederwiesa (5.237) 14. Oberschöna (3.679) 15. Rechenberg-Bienenmühle (2.278) 16. Reinsberg (3.247) 17. Weißenborn (2.723) |

| Controllo di autorità | VIAF (EN) 158327767 · LCCN (EN) n84146363 · GND (DE) 4363674-3 · J9U (EN, HE) 987007539047505171 |